# Szwedzka (métro de Varsovie)
Szwedzka (en français: Suédoise ) est une station de la ligne M2 du métro de Varsovie. Elle est située dans l'arrondissement de Praga-Północ à Varsovie en Pologne.
Mise en service en 2019, elle dessert les rues Szwedzka et Strzelecka.

## Situation sur le réseau

Plan réseau 2019.

Établie en souterrain, Szwedzka est une station de la Ligne M2 du métro de Varsovie, elle est située entre la station Dworzec Wileński, en direction du terminus provisoire Księcia Janusza et la  station Targówek Mieszkaniowy, en direction de la station terminus provisoire Trocka.

## Histoire
La station Szwedzka est mise en service le 15 septembre 2019, lors de l'ouverture à l'exploitation de la deuxième section de la ligne 2 du métro de Varsovie.